# Кудря Володимир Іларіонович
Володимир Іларіонович Кудря (нар. 17 жовтня 1948) — держслужбовець, політик місцевого рівня, народний депутат України сьомого скликання, член Комуністичної партії України.

## Життєпис
Володимир Кудря отримав середню спеціальну освіту, закінчив Олександрійський індустріальний технікум в 1989 році з кваліфікацією «технік-технолог».
Багато років очолював профспілкову організацію Олександрійської фабрики діаграмних паперів.
Очолював комунальне підприємство «Трест зеленого будівництва».
Неодноразово обирався до міської ради Олександрії. Очолює міську організацію КПУ.
На парламентські виборах 2012 року Кудрю було включено до виборчого списку Компартії під 29 номером. На час виборів був пенсіонером. Набув депутатських повноважень 12 грудня 2012 р. У Верховній Раді Володимир Кудря став членом Комітету у справах пенсіонерів, ветеранів та інвалідів.
Один із 148 депутатів Верховної Ради України, які підписали звернення до Сейму Республіки Польща з проханням визнати геноцидом поляків події на Волині 1942–1944 років.
16 січня 2014 року проголосував у Верховній Раді України за «диктаторські закони».
1 липня 2014 року, разом зі ще 5 депутатми, вийшов зі складу фракції КПУ у ВРУ, і наступного дня вступив до депутатської групи «За мир та стабільність».